# Acropora walindii
Acropora walindii är en korallart som beskrevs av Wallace 1999. Acropora walindii ingår i släktet Acropora och familjen Acroporidae. IUCN kategoriserar arten globalt som sårbar. Inga underarter finns listade i Catalogue of Life.